# Kolūshjerd
Kolūshjerd (persiska: گُلوشجِرد, گُل شِكو, گُلوشيجِر, گَلوشجِرد, گُلوشِجِرد, گَلُّشجِرد, Golūshjerd, کلوشجرد) är en ort i Iran.   Den ligger i provinsen Hamadan, i den nordvästra delen av landet, 280 km sydväst om huvudstaden Teheran. Kolūshjerd ligger 1 798 meter över havet och antalet invånare är 177.
Terrängen runt Kolūshjerd är kuperad norrut, men söderut är den platt. Terrängen runt Kolūshjerd sluttar västerut.Runt Kolūshjerd är det ganska tätbefolkat, med 104 invånare per kvadratkilometer. Närmaste större samhälle är Malāyer, 8,3 km söder om Kolūshjerd. Trakten runt Kolūshjerd består i huvudsak av gräsmarker.